# Мар'їна Роща (станція метро, Люблінсько-Дмитровська лінія)
«Ма́р'їна Ро́ща» (рос. Марьина Роща) — 182-га станція Московського метрополітену Люблінсько-Дмитровської лінії. Відкрита 19 червня 2010 у складі черги «Трубна» — «Мар'їна Роща»
Станція була побудована без наземних вестибюлів, з двома виходами (південним і північним).
Станція розташована під Шереметьєвською вулицею. Станція має два вестибюлі: південний, який знаходиться біля рогу вулиць Шереметьєвської і Сущевський Вал, і північний, розташований в безпосередній близькості від перетину Шереметьєвської вулиці з 4-м проїздом Мар'їної Рощі.

## Технічна характеристика
Конструкція станції — пілонна, трисклепінна (глибина закладення — 60 м) із середнім залом діаметром 9,5 м і двома бічними з посадочними платформами діаметром 8,5 м. Дев'ять пілонів, завдовжки 6,759 м кожен, і проходами між ними по 3,75 м, розташовуються у два ряди.

## Оздоблення
Облицювання колійних стін виконане з лекальних каменів мармуру і граніту. В облицюванні пілонів використаний світлий і темний мармур. Таким чином досягається ефект зменшення масивності і довжини пілона. Темні смуги зливаються з цоколем, а світлі смуги пілона з карнизом. У бічних залах уздовж платформових стін розташовуються лави для відпочинку пасажирів. Колійні стіни обох платформ, а також виходи прикрашені пейзажними панно на тему володінь князів Шереметьєвих (автор — народний художник РФ З. У. Горяєв). Темно-коричневий граніт прямокутної форми і поліровані плити бежевого відтінку утворюють на поверхні підлоги геометричний малюнок, що підкреслює ритм пілонів та проходів. Уздовж платформ розташовані світлодіодні смуги. Сходинки виходів на поверхню облицьовані термообробленим гранітом.
У бічних залах уздовж платформних стін розташовуються лави для відпочинку пасажирів. Основне освітлення середнього залу — люмінесцентне закарнізне.

## Колійний розвиток

Схема колійного розвитку станції «Мар'їна Роща»

Станція з колійним розвитком — 3 стрілочних переводи, 1 станційна колія для обороту та відстою рухомого складу і 2 колії для відстою рухомого складу.
За станцією розташовується одноколійний тупик для обороту потягів. Нічний відстій здійснюється на головних коліях за станцією.

## Пересадки
- Автобуси: м53, 126, с484, с511, 519, 524, с532, с538, т18, т42, н6
- Мар'їна Роща
- Мар'їна Роща